# Peñas (Cochabamba)
Peñas ist ein Weiler im Departamento Cochabamba im südamerikanischen Andenstaat Bolivien.

## Lage im Nahraum
Peñas liegt in der Provinz Quillacollo und ist eine Ortschaft im Cantón Quillacollo im Municipio Quillacollo. Die Ortschaft liegt auf einer Höhe von 4247 m im Nationalpark Tunari (Parque Nacional Tunari) am linken, westlichen Ufer des Río Peñas, der weiter nördlich in den Río Viscachas mündet, einen linken Nebenfluss des Río Misicuni.

## Geographie
Peñas liegt am Nordostrand der Cordillera Oriental, das Klima ist ein typisches Tageszeitenklima, bei dem die mittleren täglichen Temperaturschwankungen höher ausfallen als die jahreszeitlichen Schwankungen.
Die Jahresdurchschnittstemperatur der Region liegt bei etwa 6 °C (siehe Klimadiagramm Challa Grande) und schwankt nur unwesentlich zwischen 2 °C im Juni und Juli und gut 8 °C im November und Dezember. Der Jahresniederschlag beträgt etwa 650 mm, bei einer ausgeprägten Trockenzeit von Mai bis August mit Monatsniederschlägen unter 10 mm und einer Feuchtezeit von Dezember bis Februar mit bis zu 155 mm Monatsniederschlag.

## Verkehrsnetz
Peñas liegt in einer Entfernung von 62 Straßenkilometern nordwestlich von Cochabamba, der Hauptstadt des Departamentos.
Durch Cochabamba führt die 1657 Kilometer lange Nationalstraße Ruta 4, die in Ost-West-Richtung von der chilenischen Grenze kommend den Altiplano durchquert, im Tiefland die Millionenstadt Santa Cruz passiert und bis zur brasilianischen Grenze führt. Dreizehn Kilometer westlich von Cochabamba an der Ruta 4 liegt Quillacollo, und von hier aus führt die Ruta 25 in nördlicher Richtung 33 Kilometer, bis beim Abzweig Tahua Cruz die Ruta 4101 nach Nordosten abzweigt. Nach neun Kilometer beim Cruz Laguna Toro zweigt nach Nordwesten die Ruta 4103 Richtung Calientes ab, die nach elf Kilometern Peñas erreicht.

## Bevölkerung
Die Einwohnerzahl der Ortschaft wird für die letzte Volkszählung von 2012 bei Open Street Map mit dreizehn Einwohnern angegeben.